# フィンランド放送交響楽団
フィンランド放送交響楽団（芬: Radion sinfoniaorkesteri、英: Finnish Radio Symphony Orchestra、略称:RSO）は、フィンランド放送協会（フィンランド国営放送、略称: YLE）が運営し、フィンランド・ヘルシンキのヘルシンキミュージックセンターに本拠を置くオーケストラ。
ヘルシンキ・フィルハーモニー管弦楽団とともに、フィンランドを代表するオーケストラの一つである。

## 沿革
1927年に設立された。フィンランド国営放送が運営し、当初は10人の楽団員からなる室内楽編成の放送用オーケストラだったが、徐々に規模を拡大し1929年に初の演奏会を開催、1939年にはシベリウスが自作のアンダンテ・フェスティーヴォを指揮した放送音源が残された。第2次世界大戦後に70人編成となり交響楽団としての体裁を整える。
1962年にベルグルンドが首席指揮者に就任し楽団の水準を高め、以後カム、セーゲルスタム、サラステと自国フィンランドの名指揮者達が名を連ねる。1993年に当時楽団のコンサートマスターを務めていたオラモが急遽代役で指揮を執った。この成功を受けて、2003年にオラモは首席指揮者に就任する。2013年からはハンヌ・リントゥ、2021年からコロンが首席指揮者を務める。

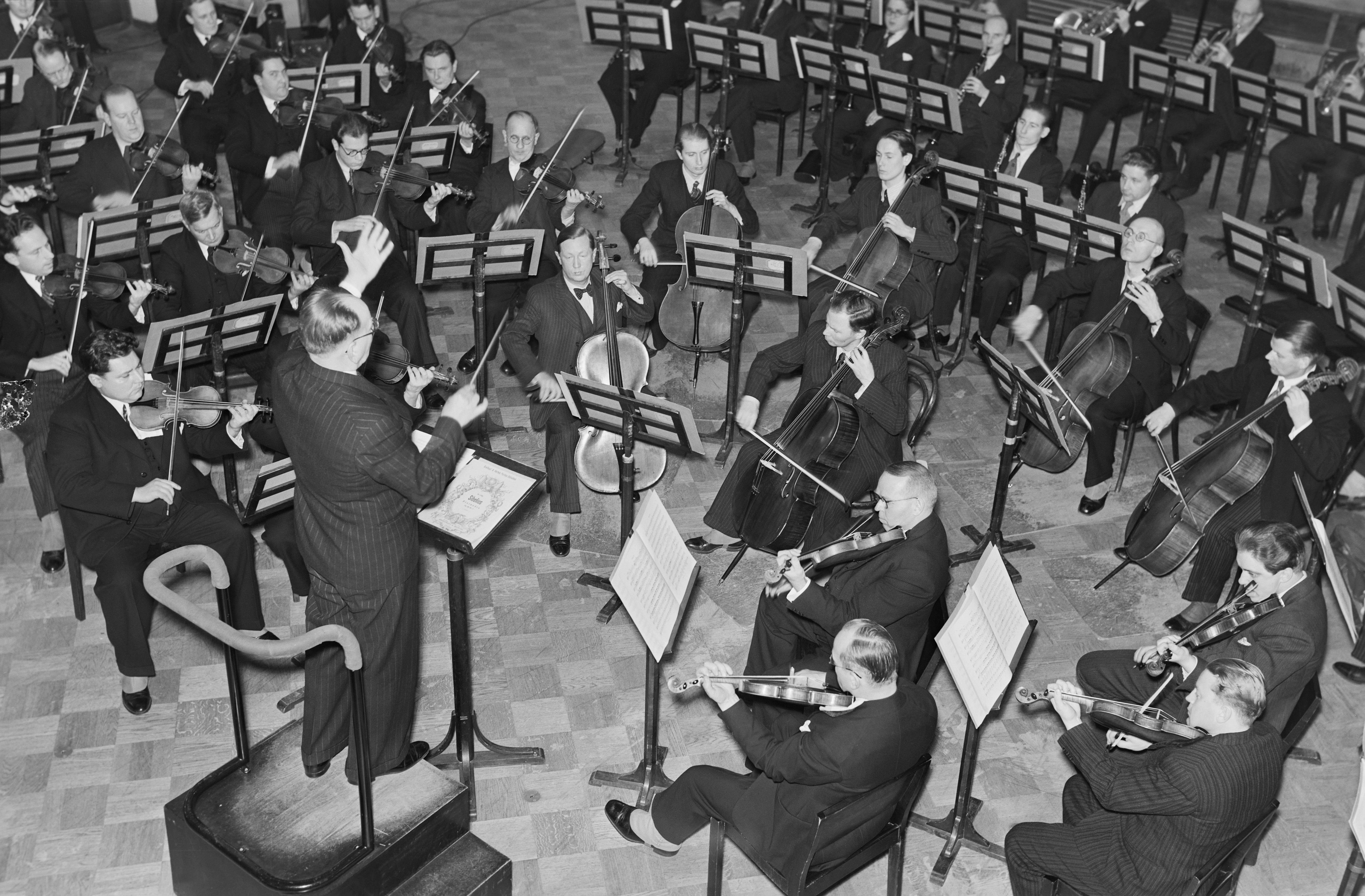
Finnish Radio Symphony Orchestra

## 歴代首席指揮者
年号は在職年。
- トイヴォ・ハーパネン（1929年 – 1950年）
- ニルス＝エリク・フォグシュテット（1950年 – 1961年）
- パーヴォ・ベルグルンド（1962年 – 1971年）
- オッコ・カム（1971年 – 1977年）
- レイフ・セーゲルスタム（1977年 – 1987年）
- ユッカ＝ペッカ・サラステ（1987年 – 2001年）
- サカリ・オラモ（2003年 - 2012年）
- ハンヌ・リントゥ（2013年 - 2021年）
- ニコラス・コロン（英語版）（2021年 - ）